# Zeybekköy/Agios Evstathios
Zeybekköy oder Ayistat bzw. Agios Evstathios (griech.: Άγιος Ευστάθιος) ist ein Dorf auf der Karpas-Halbinsel im Norden der Mittelmeerinsel Zypern, das 1958 den türkischen Namen Zeybekköy erhielt. Das Dorf liegt 3 km nördlich von Ayios Theodoros/Çayırova. Es war seit mindestens 1831 fast ausschließlich von Muslimen bewohnt, die in den Zählungen ab der britischen Kolonialherrschaft pauschal als „Türken“ bezeichnet wurden. 1974 wurde der Ort mitsamt dem Nordteil der Insel von türkischen Truppen besetzt und gehört de facto zum Distrikt İskele der 1983 gegründeten Türkischen Republik Nordzypern.
Während Evstathios sich auf einen Heiligen bezieht und Ayistat die turkisierte Aussprache darstellt, wurde der Ort ab 1958 Zeybekköy, also Dorf der Zeybek genannt. Dies erinnerte an eine irreguläre Miliz, die aus osmanischen Militäreinheiten in Westanatolien hervorgegangen war. 

## Geschichte
1831, während die Insel noch zum Osmanischen Reich gehörte, zählte der Ort zwölf männliche Haushaltsvorstände (nur diese wurden gezählt). 1891, unter britischer Kolonialherrschaft, lebten dort 88 „Türken“. Auch danach blieben die Muslime unter sich, nur in den Jahren 1901 und 1911 zählte man fünf bzw. einen „Griechen“. Dies war in den Zählungen die Pauschalbezeichnung für alle Christen, während alle Muslime pauschal als „Türken bezeichnet wurden“. Während das Dorf zwischen 1891 und 1931 unter Schwankungen einen erheblichen Teil seiner Einwohnerschaft einbüßte – 1901 lebten 67, 1911 wieder 76, zehn Jahre später 62, weitere zehn Jahre später 46 „Türken“ dort –, stieg diese Zahl 1946 auf 84, 1960 auf 90 und 1973 auf 94 Einwohner. 
Während der bürgerkriegsartigen Auseinandersetzungen der Jahre 1963 und 1964 flohen viele Türken dorthin, zumal es zur türkischen Enklave Mehmetçik/Galatia gehörte. Einige der Dorfbewohner zogen nach 1974 in die griechische Enklave Ayios Theodoros/Çayırova. Nach der türkischen Invasion kehrten die meisten Einwohner zurück, doch hatte das Dorf, das 1978 noch 58 Einwohner hatte, 1996 nur noch 39, 2006 gar 31 Einwohner. 2011 waren es wieder 36, doch leben heute im Dorf fast nur noch alte Leute.